# イノモトソウ
イノモトソウ（Pteris multifida）は、シダ植物門イノモトソウ科イノモトソウ亜科イノモトソウ属の植物で、やや小型のシダ植物である。

## 特徴
名前の由来は井戸の脇などに生えていることから「井の元草」。都会では石垣の間などに生えている。細長い羽片を少数つけるシダである。羽片が細長くて大きく、数が少ないので見分けやすい。
根茎は短く横に這い、密に葉を出す。葉には胞子葉と栄養葉の区別があるが、おおよその形は同じである。胞子葉の方がはるかに背が高くて細い。栄養葉で長さ15cm、胞子葉では50cmにもなることがある。
葉柄は細くて硬く、針金状で、黒みを帯びる。葉全体の約半分ほどになる。葉は一回羽状複葉であるが、羽片の数はごく少ない。せいぜい2-3対のあまり長さの変わらない側羽片があって、その先にはほぼ同長の頂羽片がつくという構成である。よく発達した葉の場合、最下の側羽片の基部からもう一枚の羽片が出る。側羽片の基部は主軸に流れ、側羽片の間の主軸には緑色の葉質のヒレが出る。
個々の羽片は細長く、おおよそ線状披針形で、側羽片の場合、基部の下側がややふくらむ。葉質は薄いが硬い。胞子葉は、ほぼ同じ形で二回りくらい幅が狭い。栄養葉では粗い鋸歯があるが、胞子葉では滑らかになっている。
胞子のう群は胞子葉の羽片の縁全体に沿って線状につながっている。葉の縁はそれを少し包むように裏側に巻く。
比較的乾燥したところや日差しの強いところに生え、人里で道端の石垣などによく見かける。ごく明るい森にも生える。東北以南の本州から沖縄県までに生育し、朝鮮、中国、台湾、インドシナに分布する。

## 分類
イノモトソウ属（Pteris）は世界に約280種、日本にも26種ばかりが知られる。その中にはアマクサシダやハチジョウシダ、ナチシダ、モエジマシダ（Pteris vittata）などかなり見かけの異なるものも含まれている。ここでは比較的イノモトソウによく似たものの代表的なものだけを挙げる。下記のほかに若干の希少種がある。

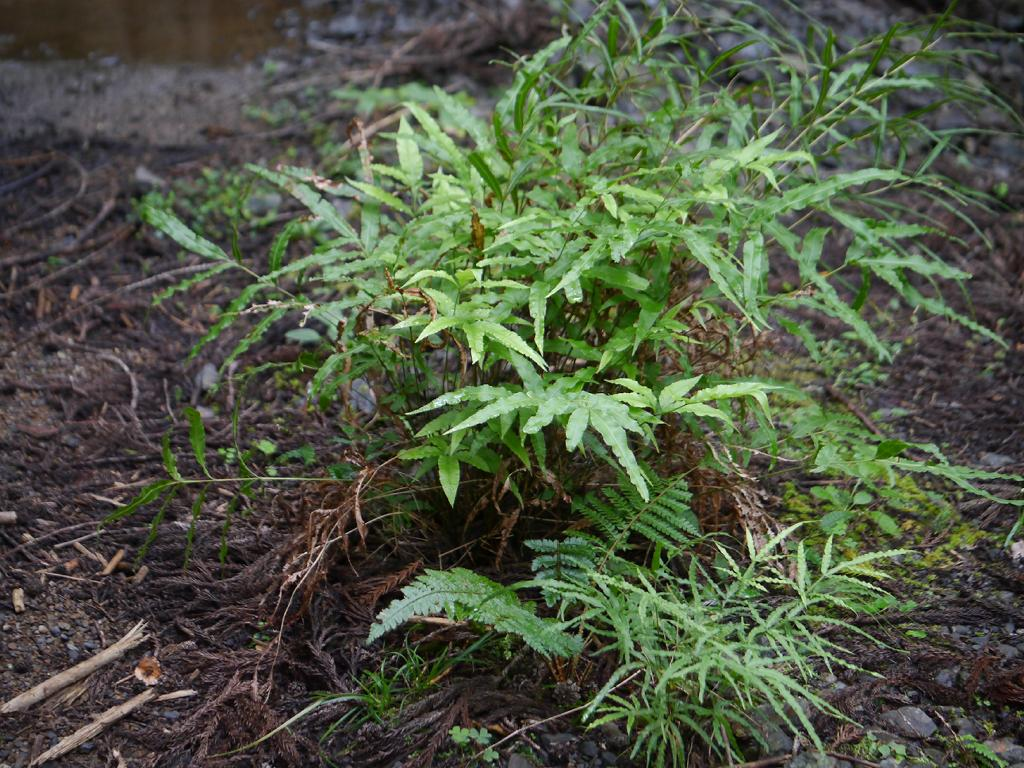
イノモトソウ（前）とオオバノイノモトソウ（後ろ）

- リュウキュウイノモトソウ P. ryukyuensis Tagawa：イノモトソウによく似ているが、主軸に翼がない。九州南部から沖縄県に分布し、沖縄県ではイノモトソウと完全に入れ替わる。台湾とフィリピンに見られる。
- オオバノイノモトソウ P. cretica L.：形はイノモトソウに似ているが、はるかに大きくなる。栄養葉でも50cm位にはなり、胞子葉では一回りだけ大きくなる。森林の林床や林縁の木陰に普通に見られる。本州、四国、九州と世界の熱帯、亜熱帯に分布。しかし沖縄県周辺と小笠原諸島には分布しない。
- マツザカシダ P. nipponica Shieh：イノモトソウに似ているが、葉の幅がはるかに広い。小葉の主脈添いに白い斑紋が入るものがよくあり、園芸的に栽培されることがある。本州中部以南から沖縄県にかけて、それに朝鮮南部と台湾から知られる。
- ホコシダ P. ensiformis Burm.：イノモトソウに似ているが、葉が細く、深緑をしている。また、栄養葉の羽片が深く裂けるのが特徴。九州南部から沖縄県の乾燥した森林や林縁などにあり、国外では中国南部から東南アジア、オセアニアに広く分布する。

## 人間との関係
多くの種には、ほとんど何も無い。
マツザカシダとホコシダは、葉に白い斑紋を持つ個体が観葉植物として栽培される。オオバノイノモトソウは欧米で観葉植物として扱われ、園芸品種も存在する。
他に、ホコシダは、中国で薬用とされ、服用して解熱、利尿、下痢止めに、あるいは外用で湿疹に効果があると言われる。
モエジマシダは、重金属に汚染された強い毒性を持つ土壌に極めて強い重金属耐性を持つ。バイオレメディエーション（Bioremediation）の用途が期待されるが、種子植物と比べて根系の発達が貧弱なことがネックとなっている。